# 比洛皮利亚市镇
比洛皮利亚市级市镇（烏克蘭語：Білопільська міська громада）是乌克兰东北部蘇梅州蘇梅區的市级市镇，行政中心为比洛皮利亞。该市镇成立于2018年9月13日。

## 居民点
该市镇包括一个城市（比洛皮利亞）和52个村庄。